# Gaultheria discolor
Gaultheria discolor är en ljungväxtart som beskrevs av Thomas Nuttall och William Jackson Hooker. Gaultheria discolor ingår i släktet Gaultheria och familjen ljungväxter. Inga underarter finns listade i Catalogue of Life.